# Tanaostigmodes anexochus
Tanaostigmodes anexochus är en stekelart som beskrevs av Lasalle 1987. Tanaostigmodes anexochus ingår i släktet Tanaostigmodes och familjen Tanaostigmatidae. Inga underarter finns listade i Catalogue of Life.